# Langres
Langres je francouzská obec v departementu Haute-Marne v regionu Grand Est. V roce 2013 zde žilo 7 877 obyvatel. Je správním centrem (podprefekturou) arrondissementu Langres a sídlem biskupství, patří do Senské arcidiecéze. Patrony města jsou svatý Didier a biskup Urban z Langres.

## Poloha obce
Sousední obce jsou: Humes-Jorquenay, Champigny-lès-Langres, Chatenay-Mâcheron, Peigney, Perrancey-les-Vieux-Moulins, Saint-Ciergues, Saints-Geosmes a Saint-Vallier-sur-Marne.

## Vývoj počtu obyvatel
Počet obyvatel

## Pamětihodnosti
- Městské opevnění: 12 kilometrů dlouhé s 12 věžemi a 7 branami
- Kostel sv. Martina – pětilodní románsko-gotická bazilika, zvonice byla přestavěná v barokní době
- Katedrála Saint-Mammès – románská stavba založená roku 1120, průčelí a dvouvěží je klasicistní; ambit a kapitula slouží městské knihovně
- Biskupský palác
- Kostel Saint-Didier – románská stavba ze 12. století, nyní regionální muzeum umění a historie (Musée d'art et d'histoire de Langres)
- Bývalý jezuitský kostel s kolejí
- Maison des Lumières Denis Diderot: Rodný dům Denise Diderota s muzeem o jeho životě a práci a francouzském osvícenectví.
- Bronzový pomník Denise Diderota
- renesanční domy

## Galerie

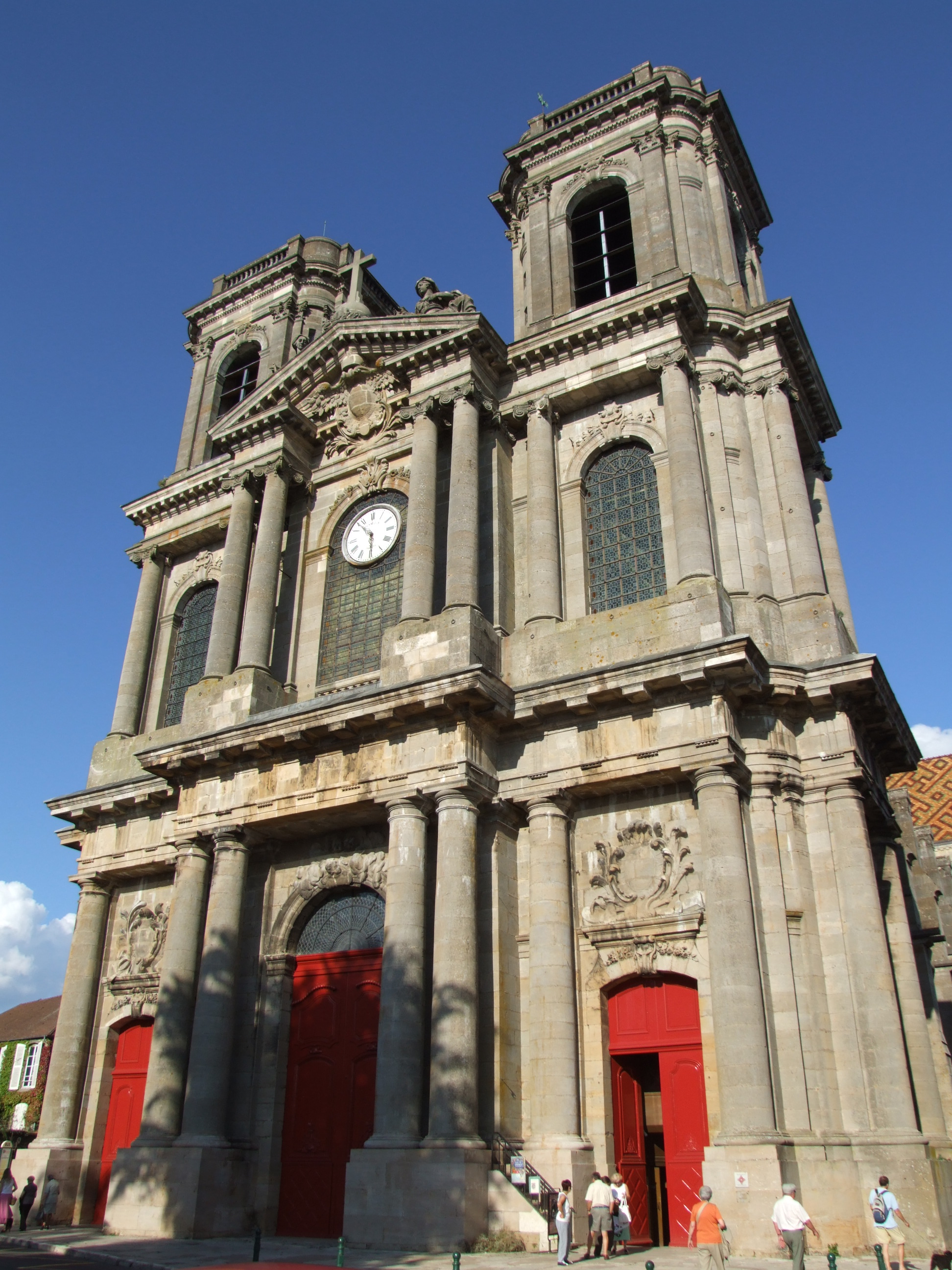
Katedrála
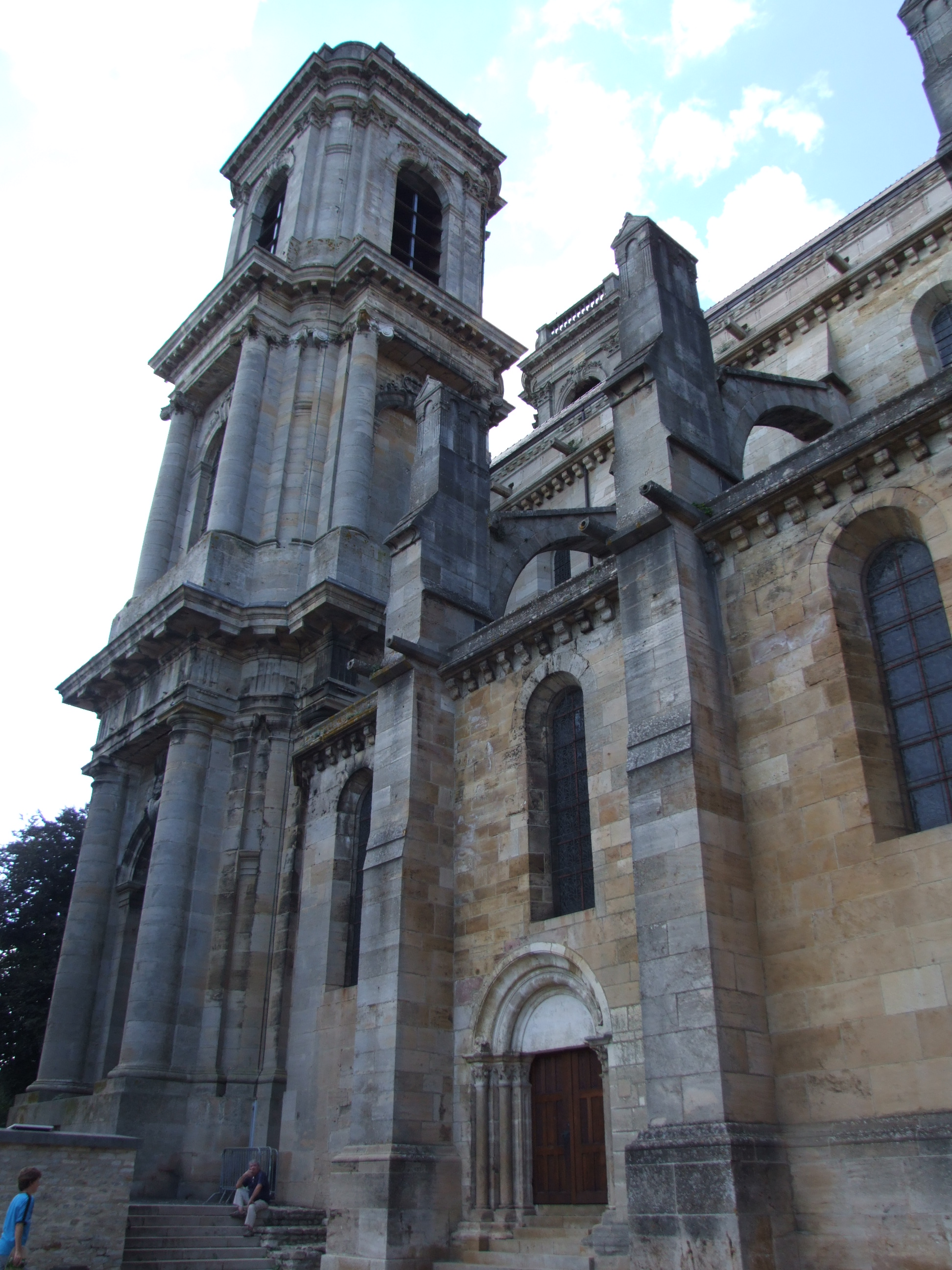
Katedrála
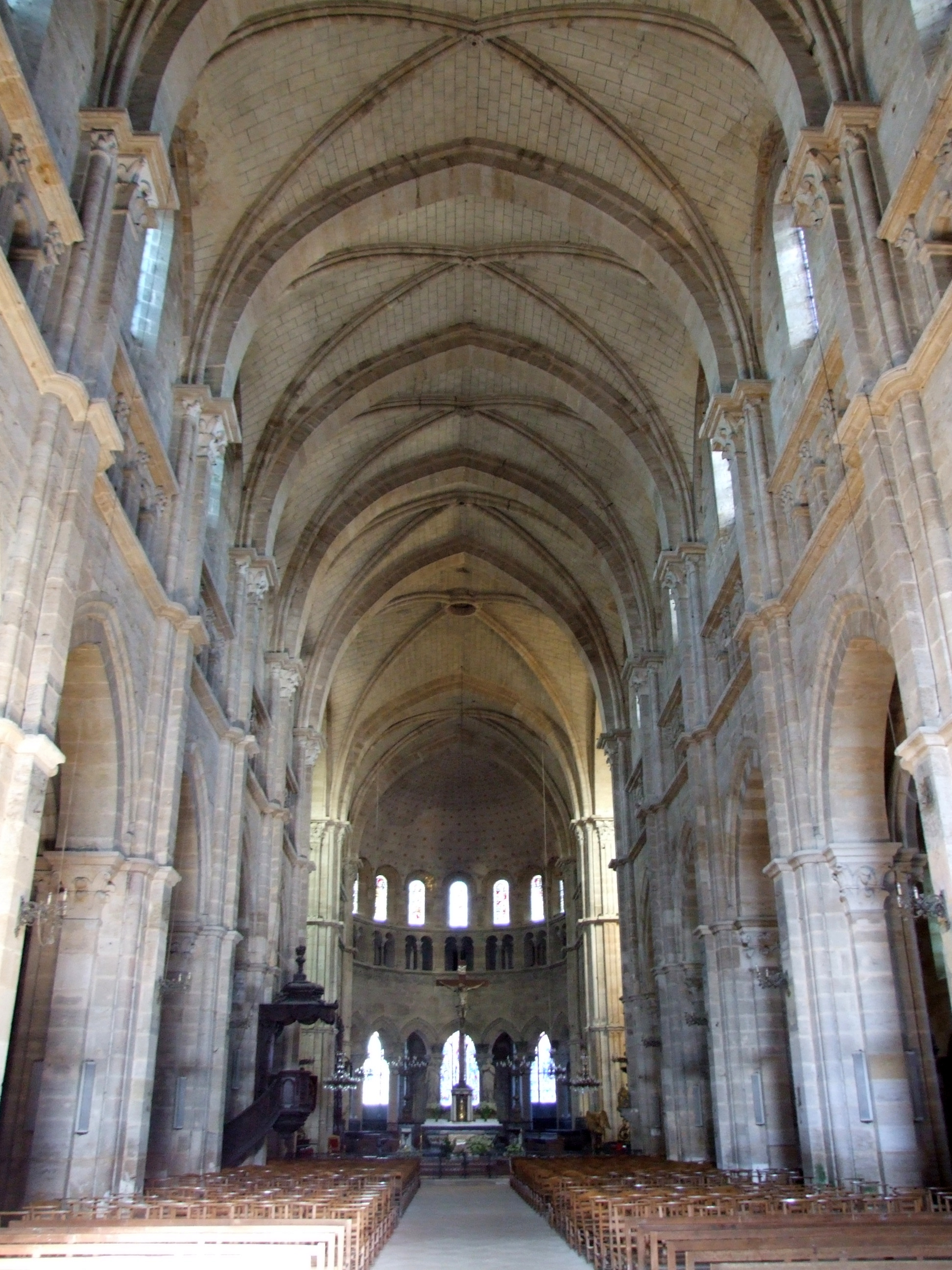
Katedrála
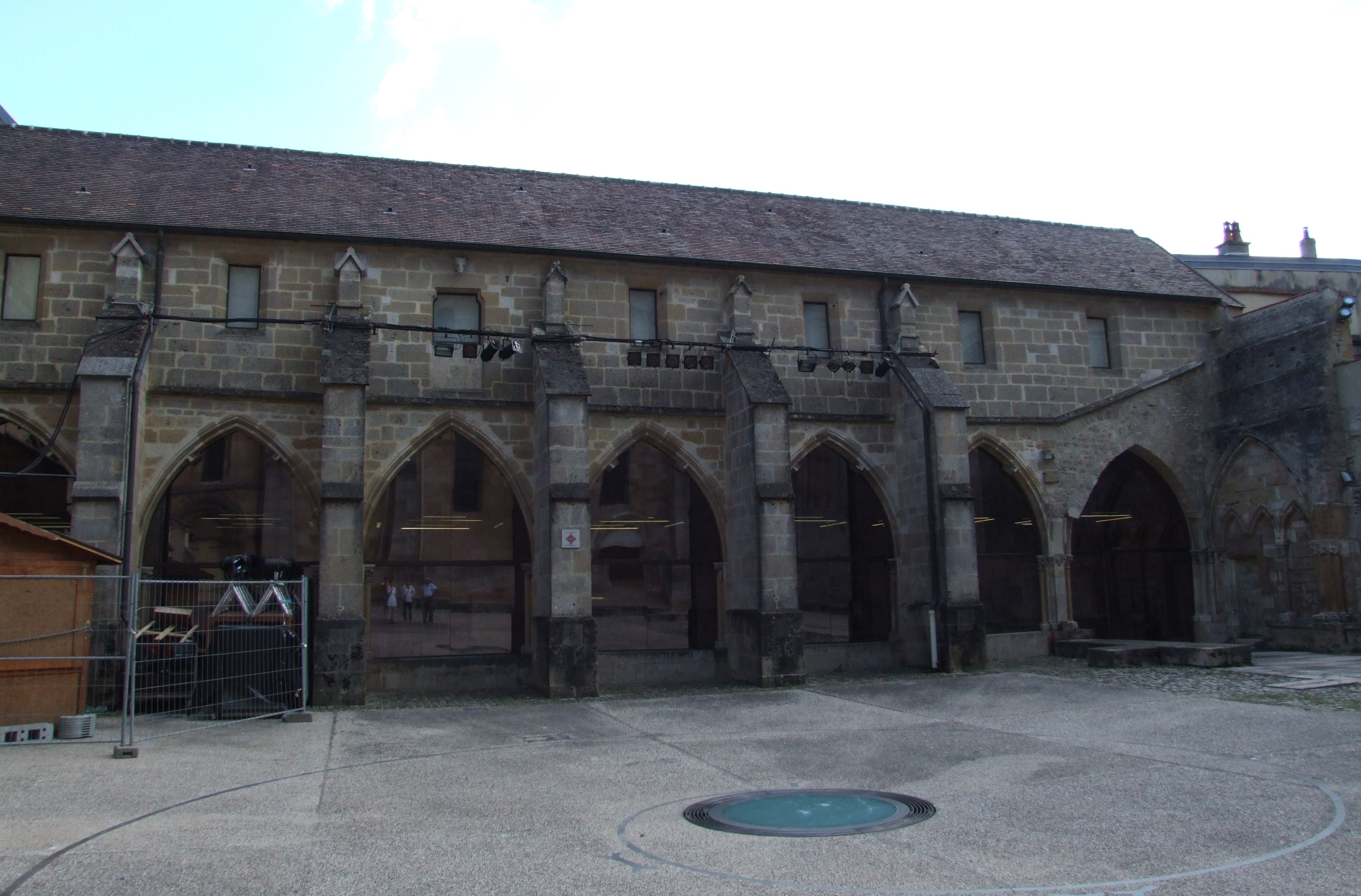
ambit
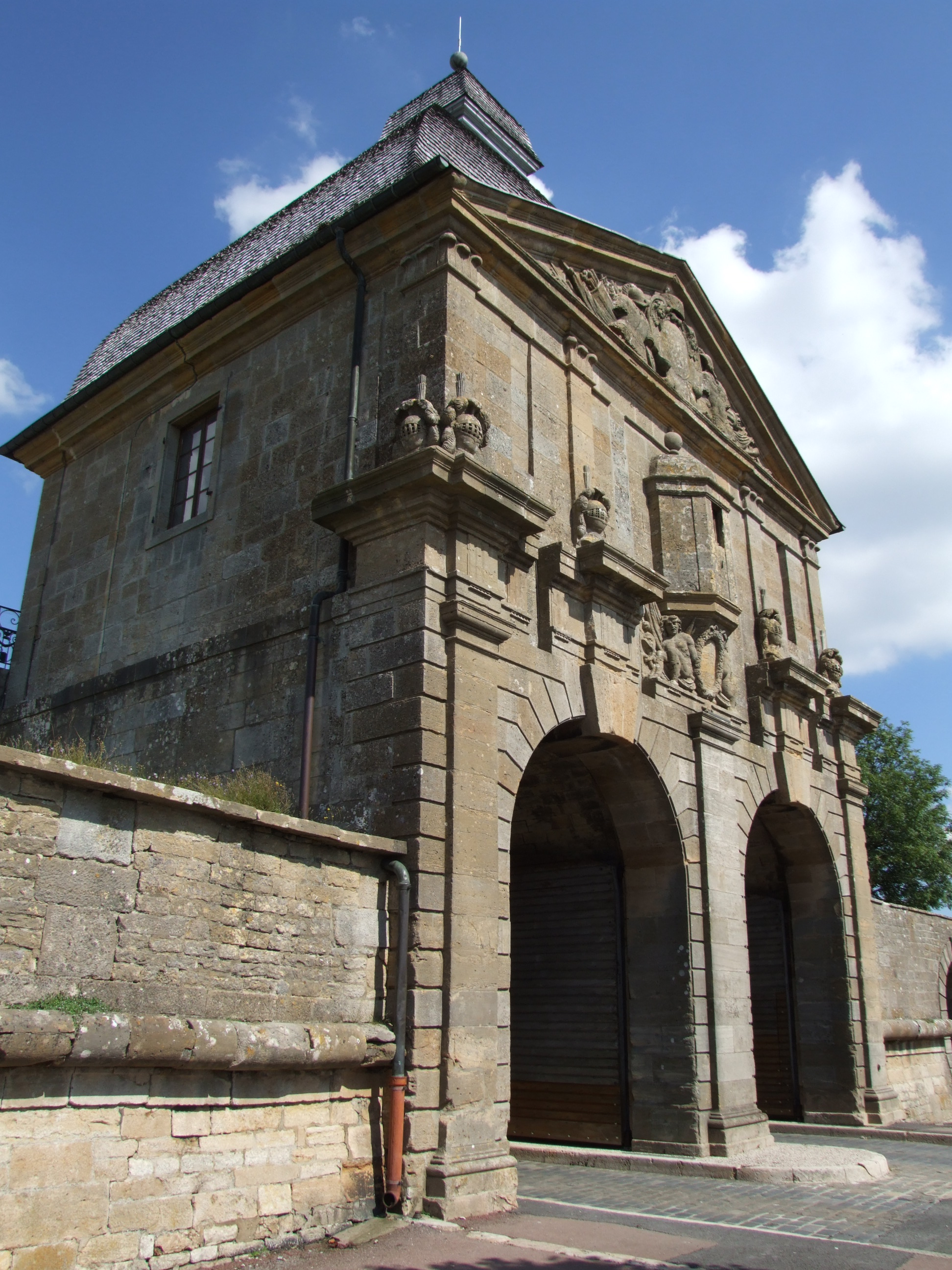
Mlýnská městská brána
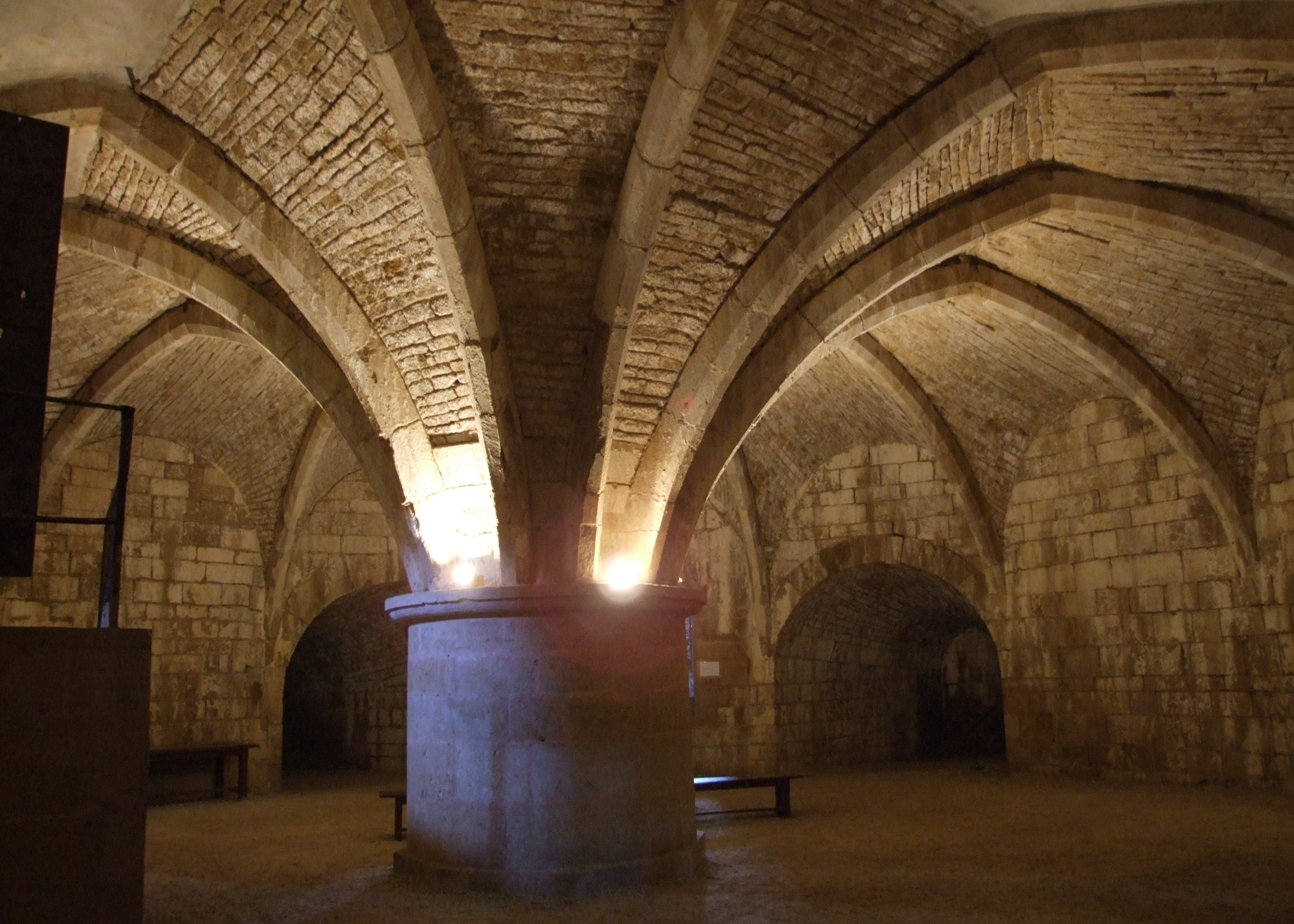
Navarrská věž
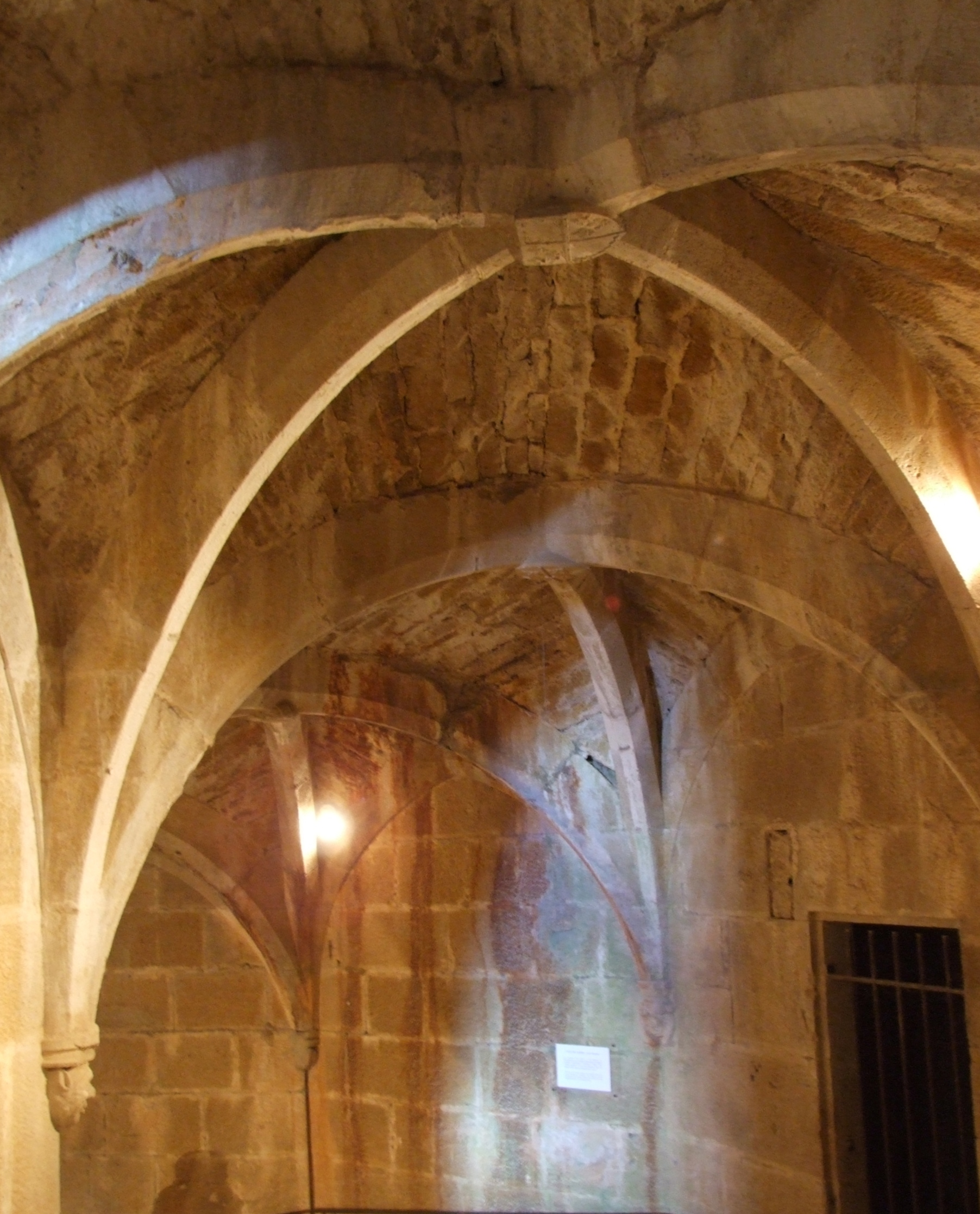
klenba věže
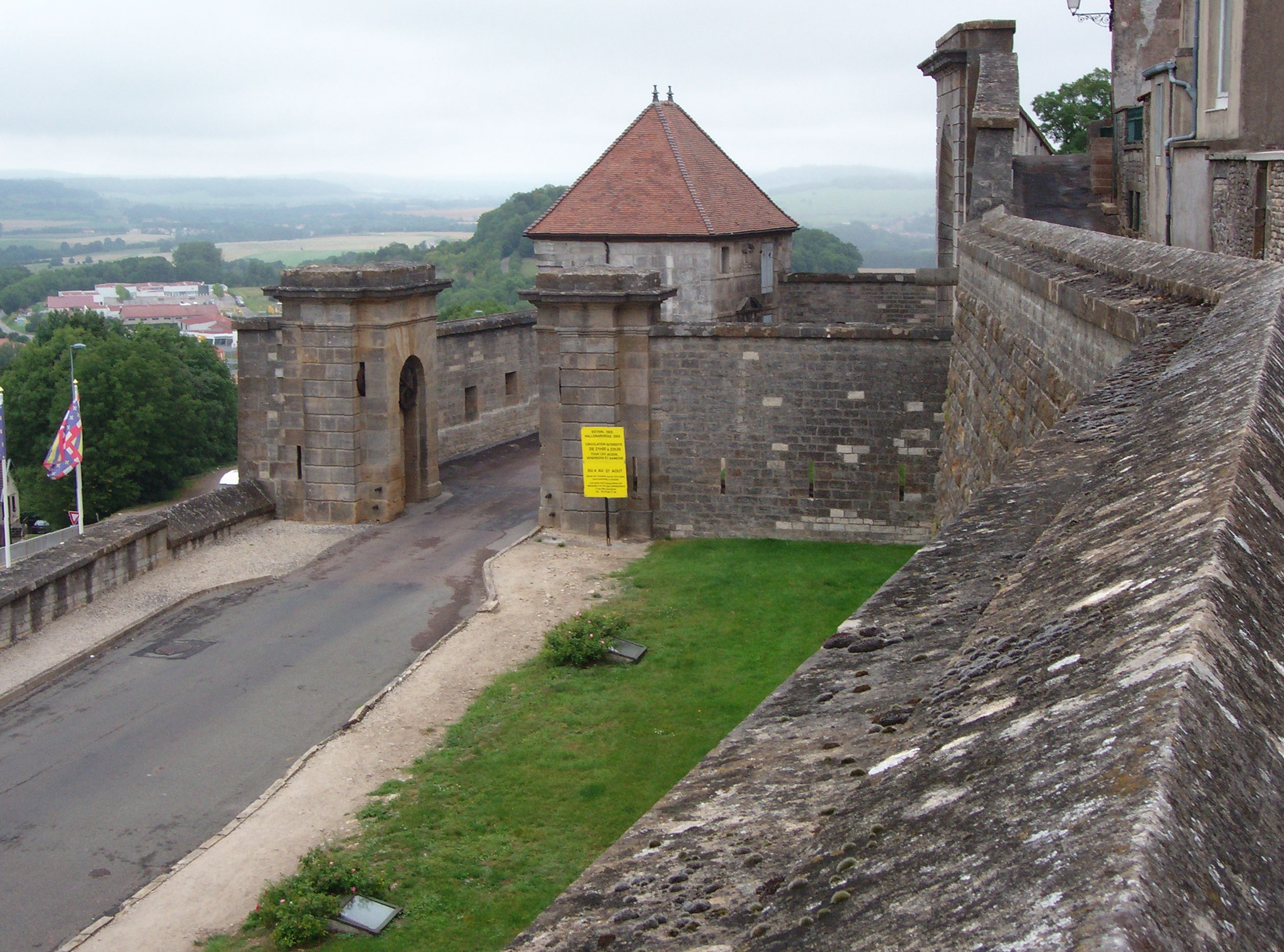
Opevnění, vchod radnice
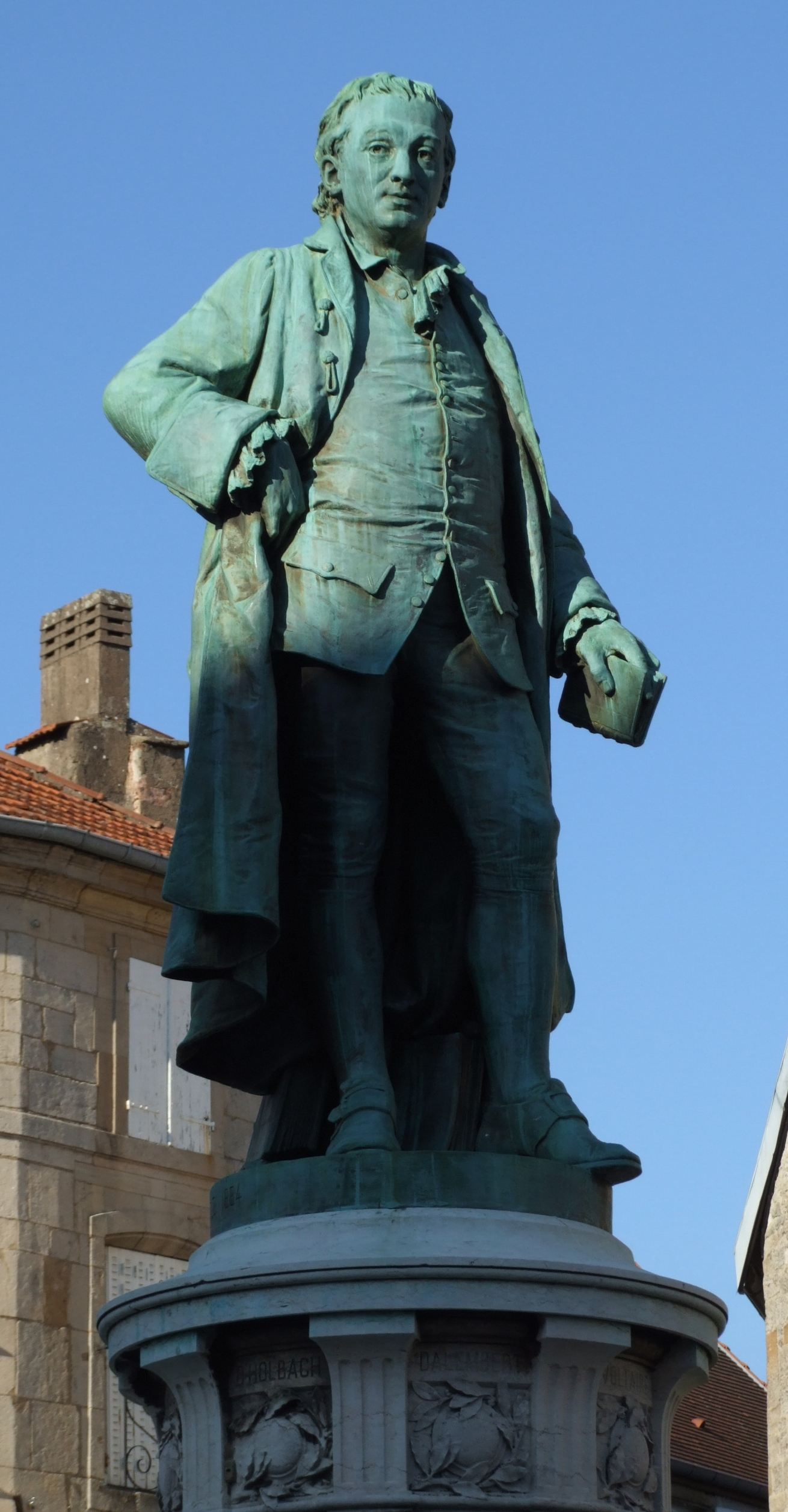
Pomník Denise Diderota
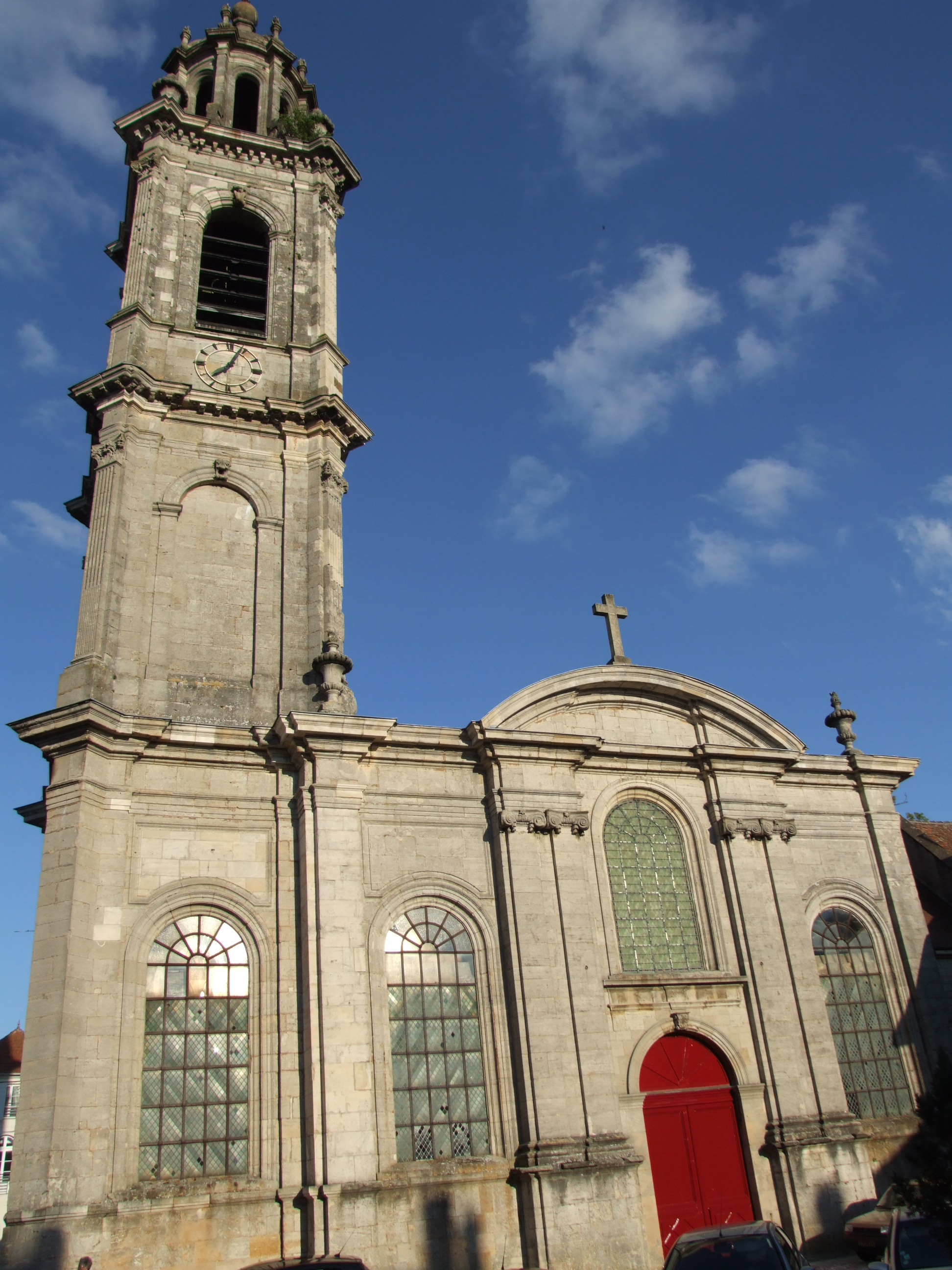
Kostel sv. Martina

## Turistické atrakce
- Vinařská slavnost
- Lanovka